# Лукаяны
Лукая́ны (лукайяны) — название племени араваков, населявших Лукаянские острова (Багамы, Теркс и Кайкос) во время высадки Христофора Колумба. Это были первые коренные американцы, которых встретили испанцы (12 октября 1492 года). Это был миролюбивый народ. До прибытия Колумба, возможно, насчитывалось более 40 тысяч лукаянов, но из-за рабства, болезней и других тягот, вызванных появлением Колумба и его спутников, к 1517 году они практически полностью вымерли.
Колумб писал: «Сразу после прибытия я силой захватил несколько туземцев».